# Motya nigroguttata
Motya nigroguttata är en fjärilsart som beskrevs av Augustus Radcliffe Grote 1883. Motya nigroguttata ingår i släktet Motya och familjen trågspinnare. Inga underarter finns listade i Catalogue of Life.